# Miguel Ángel Campano
Miguel Ángel Campano Mendaza (Madrid, 11 de febrero de 1948-Cercedilla, 5 de agosto de 2018) fue un reconocido pintor encuadrado por la crítica en la «generación de la renovación de la pintura española», galardonado, entre otros premios, con el Nacional de Artes Plásticas en 1996.

## Biografía
Fue el tercero de cinco hermanos, hijo del general Ángel Campano López y Felisa Mendaza. Cursó estudios de bellas artes en Valencia y de arquitectura en Madrid. Inició su trayectoria artística en 1969, realizando su primera exposición individual en Bilbao. En 1971 expuso en distintas localidades españolas —Pamplona, Santander y Valencia— y ese mismo año conoce al pintor abstracto Fernando Zóbel, uno de los impulsores del denominado Grupo de Cuenca y fundador del Museo de Arte Abstracto Español. Continuó exponiendo en Madrid y Sevilla y trabó amistad con el pintor José Guerrero, a quien se señala como una influencia fundamental en Campano. En 1976 se trasladó a París, ciudad que se convirtió, junto a Sóller en Mallorca, en un punto de residencia habitual del artista. La estancia en Francia le permitió conocer la obra de pintores que han inspirado su obra en distintos momentos como Cezanne o Delacroix, entre otros muchos. En los años 1980 participó en las grandes exposiciones colectivas del momento de los jóvenes artistas españoles —Miquel Barceló, José Manuel Broto o José María Sicilia— en España, Francia y Estados Unidos, así como en exposiciones individuales por toda España —desde Navarra hasta Granada—, Francia —Nimes y París— o en Bruselas (Bélgica).
El conjunto de su obra se ha considerado un lugar de experimentación y transgresión. Se le ha vinculado al automatismo en sus inicios, a la abstracción geométrica y el informalismo. Se destaca de su producción la reinterpretación en varias series de la pintura francesa de Cezanne y de Poussin, entre otros, así como del cubismo. Su estancia en 1994, 1995 y 1996 en la India dio como resultado un novedoso interés por el color en su obra inmediata posterior y siguió trabajando a pesar de haber sufrido en 1996, un grave derrame cerebral y posteriores complicaciones de salud.  Las dos exposiciones más destacadas sobre su obra han sido las celebradas en Valencia por el IVAM en el Centre del Carmen en 1990-1991 y la que tuvo lugar en el Palacio de Velázquez en Madrid entre junio y septiembre de 1999.
En 1996 fue galardonado en España con el Premio Nacional de Artes Plásticas por «su decisiva contribución al debate de la nueva pintura española» y el «rigor y la valentía con las que ha desarrollado una obra en la que se alían ejemplarmente construcción y expresividad».   Obras de Campano se encuentran en museos  como el Reina Sofía de Madrid, el de Arte Abstracto de Cuenca, el de Bellas Artes de Bilbao, el ARTIUM Centro-Museo Vasco de Arte Contemporáneo, el Instituto Valenciano de Arte Moderno, el Centro Georges Pompidou en París o la colección de la Hastings Foundation en Nueva York.